# Pyura ostreophila
Pyura ostreophila är en sjöpungsart som beskrevs av Wilhelm Michaelsen 1927. Pyura ostreophila ingår i släktet Pyura och familjen lädermantlade sjöpungar. Inga underarter finns listade i Catalogue of Life.